# بخش لایشی
بخش لایشی (به اسپانیایی: Departamento Laishí) یک منطقهٔ مسکونی در آرژانتین است که در استان فورموسا واقع شده‌است.